# 김형중 (평론가)
김형중(1968년 ~ )은 대한민국의 문학평론가이자 교수이다.

## 약력
2000년 《문학동네》 평론 부문 신인상에 당선되어 등단했다. 광주광역시에서 태어나 전남대학교 영어영문학과와 동 대학원 국어국문학과를 졸업했다. 《문예중앙》 편집동인(2004~2007) 및 《문학과사회》 편집동인(2009~2016)으로 활동했으며, 현재 《문학들》 편집위원을 맡고 있다. 2006년부터 조선대학교 국어국문학과 교수(2006~)로 재직 중이다.

## 수상
- 2008년 제20회 소천비평문학상
- 2017년 제28회 팔봉비평문학상

## 저서

### 비평집
- 《켄타우로스의 비평》(문학동네, 2004)
- 《변장한 유토피아》(랜덤하우스코리아, 2006)
- 《단 한 권의 책》(문학과지성사, 2008)
- 《살아 있는 시체들의 밤》(문학과지성사, 2013)
- 《후르비네크의 혀》(문학과지성사, 2016)
- <제복과 수갑>(문학과지성사, 2023)
- <시절과 형식>(문학과지성사, 2024)

### 연구서
- 《소설과 정신분석》(푸른사상, 2003)

### 기타
- 《평론가 K는 광주에서만 살았다》(난다, 2016)
- 《무서운 극장》(문학과지성사, 2021)